# Walter Guglielmone
Walter Fernando Guglielmone Gómez (Salto, 11 de abril de 1978), mais conhecido como Guly, é um ex-futebolista uruguaio que atuava como atacante. É meio-irmão do também futebolista Edinson Cavani.

## Carreira
Walter Guglielmone integrou a Seleção Uruguaia de Futebol na Copa América de 2001.[carece de fontes?]